# Otto Fritsch
Pour les articles homonymes, voir Fritsch.
Otto Fritsch (né le 7 août 1870 à Eckartsberga et mort après 1943) est un syndicaliste et homme politique allemand (SPD).

## Biographie
Otto Fritsch est né enfant illégitime. Après l'école primaire, il effectue un apprentissage de broderie puis travaille dans l'industrie textile. Il rejoint le SPD et travaille de 1891 à 1904 comme responsable du parti et du syndicat à Görlitz. De novembre 1904 à 1933, il est employé comme directeur de district pour la province de Silésie à l'Association allemande des travailleurs du textile (de). Il est également membre du conseil d'administration de l'Institut de recherche de Sorau et, à partir de 1927, associé du Liegnitzer Volkszeitung.
Fritsch est conseiller municipal à Liegnitz de 1911 à 1928 et membre de plusieurs comités locaux. Aux élections du Reichstag de 1912, il se présente sans succès pour un siège au Reichstag. De 1919 à 1921, il est député de l'Assemblée constituante de l'État libre de Prusse et de 1921 à 1932, il est député du Parlement d'État de l'État libre de Prusse en tant que représentant de la 8e circonscription (Liegnitz).
Après l'arrivée au pouvoir des nationaux-socialistes, Fritsch émigre en Tchécoslovaquie en mai 1933. Il est expulsé du SPD en exil en 1936, vit à Vienne pendant un certain temps et reste à Haindorf à partir de 1941. En 1943, c'est ici qu'on perd sa trace.